# Publi Papiri Carbó
Publi Papiri Carbó (en llatí Publius Papirius Carbo) va ser un militar romà. Formava part de la gens Papíria, i era de la família dels Carbó.
Va ser fill del pretor Gai Papiri Carbó i germà del cònsol Gai Papiri Carbó. Només el menciona Ciceró, que diu que va ser acusat per Valeri Flac i condemnat.